# Gregorio Villén
Gregorio Villén Salto (Madrid, 7 de octubre de 1954) es un regatista español en las clases Snipe, Flying Dutchman y Tempest.
Fue campeón de España en Flying Dutchman, como tripulante, y de Snipe, como patrón, en 1976, con Antonio García, a bordo del "El Greco". Anteriormente había sido campeón de España juvenil en 1973, cuarto en el mundial juvenil de ese año, y quinto en el europeo juvenil de 1972.